# Gaspare Negri
Gaspare Negri (Venezia, 20 aprile 1697 – Parenzo, 18 gennaio 1778) è stato un vescovo cattolico e mecenate italiano, noto per il suo importante contributo alla cultura e all'arte sacra in Istria nel XVIII secolo.

## Biografia
Originario di Venezia e proveniente da una famiglia di modesta condizione, ricevette la sua formazione nell'ambito ecclesiastico della chiesa veneziana dei Santi Simeone e Giuda Taddeo, della quale fu canonico, dopo l'ordinazione sacerdotale del 20 settembre 1721. Il 25 luglio 1732, a Roma, venne consacrato vescovo di Cittanova dal cardinale Pietro Ottoboni, con co-consacranti Francesco Federico Giordani, arcivescovo titolare di Melitene, e Apollonio Lupi, arcivescovo titolare di Emeria.
Il 22 gennaio 1742 fu nominato vescovo di Parenzo. È ricordato come l'ultimo vescovo di Parenzo con il titolo di conte di Orsera. Durante il suo episcopato, lavorò attivamente per il restauro della Basilica Eufrasiana e per l'adeguamento di diverse chiese in Istria. È autore di un'importante opera storica, Memorie storiche della città e Diocesi di Parenzo, pubblicata postuma nel 1886. Possedeva una ricca collezione di reperti archeologici e una biblioteca contenente manoscritti che aveva personalmente raccolto, aperta a tutti gli studiosi. Dopo la sua morte, parte della sua collezione fu venduta e parte andò perduta, impedendo la continuazione dei suoi studi sulla storia delle chiese istriane.
Due rapporti di visita riguardanti la parte veneta della diocesi, redatti nel 1748 e nel 1765, sono conservati nell'Archivio apostolico vaticano e contengono informazioni preziose per la storia dell'arte, dell'architettura e della demografia della regione.
Fu sepolto nella Basilica Eufrasiana e i canonici di Parenzo gli dedicarono un ritratto realizzato dal maestro Leopold Keckheisen, che oggi si trova nel Museo Diocesano di Parenzo: l'opera si ispira ad un ritratto del noto incisore veneziano Francesco Bartolozzi.

## Genealogia episcopale
La genealogia episcopale è:
- Cardinale Scipione Rebiba
- Cardinale Giulio Antonio Santori
- Cardinale Girolamo Bernerio, O.P.
- Arcivescovo Galeazzo Sanvitale
- Cardinale Ludovico Ludovisi
- Cardinale Luigi Caetani
- Cardinale Ulderico Carpegna
- Cardinale Paluzzo Paluzzi Altieri degli Albertoni
- Papa Benedetto XIII
- Cardinale Pietro Ottoboni
- Vescovo Gaspare Negri